# Dương Phụng
Dương Phụng (chữ Hán: 楊奉; ?-197) là một chỉ huy kị binh của những năm cuối thời nhà Hán. Trong thời gian những năm đầu liên minh chống lại Đổng Trác, Dương Phụng là một tướng dưới quyền Lý Thôi (李傕). Tuy nhiên, Dương Phụng đã sớm bỏ Lý Thôi và chiến đấu độc lập, dưới trướng ông có Từ Hoảng tự Công Minh là một viên tướng có hùng tài thao lược, nhiều lần khuyên can ông những việc quan trọng. Sau khi Hán Hiến Đế rời Trường An, Dương Phụng phò tá hoàng đế. Sau khi bị thất bại trong cuộc chiến với Tào Tháo, Dương Phụng đã chạy theo Viên Thuật còn Từ Hoảng về hàng Tào Tháo.